# Pirkko Ruohonen-Lerner
Pirkko Ruohonen-Lerner, née le 6 février 1957 à Hyvinkää (Finlande), est une femme politique finlandaise. Elle est membre des Vrais Finlandais (PS).

## Biographie
Elle devient députée européenne le 27 avril 2015 en remplacement de Sampo Terho.
Elle redevient députée européenne en avril 2023.